# Alì (azienda)
Alì S.p.A. o Alì Supermercati è una catena italiana di supermercati, ipermercati e centri commerciali, attiva dal 1971 nella grande distribuzione organizzata con i marchi Alì e Alìper.

## Storia
Nel 1958 a Padova, Francesco Canella rileva la licenza di un piccolo spaccio alimentare O.N.A.R.M.O. (Opera Nazionale Assistenza Religiosa e Morale agli Operai).
Il 20 ottobre 1971 viene aperto il primo supermercato a marchio Alì sempre a Padova.
Nel 1979 la sede principale viene trasferita a Limena, nella provincia padovana.
Nel 1991 viene realizzato il primo centro commerciale a marchio Alìper ad Abano Terme in Via Previtali, sempre nel padovano.
Nel 1998 la sede principale torna a Padova.
Nel 2003 nasce Unix Profumerie marchio attivo nella profumeria.
Nel 2012 viene inaugurato il 100° punto vendita.
Nel 2017 Unix Profumerie è stata ceduta al gruppo piemontese Vallesi titolare di Modus Profumerie.
Nel 2020 vengono creati, sviluppati e introdotti 2 marchi esclusivi di prodotti Alì: "Ogni Giorno" e "Casa Alì".

## Punti vendita
Alì S.p.A. è presente sul territorio con i marchi Alì, supermercati con superficie fino a 1 500 m², e Alìper, di superficie compresa tra i 2 000 e i 5 000 m², spesso inseriti in veri e propri centri commerciali. La provincia in cui l'insegna è maggiormente diffusa è Padova, ma il marchio è presente in altre province del Veneto e dell'Emilia-Romagna.
In particolare Alì è presente in:
| Regione        | Numero di negozi | Province coperte   |
| -------------- | ---------------- | ------------------ |
| Veneto         | 113              | PD, RO, TV, VE, VI |
| Emilia-Romagna | 5                | BO, FE             |

## Il gruppo
Alì Group S.p.a. oltre ai marchi Alì e Alìper possiede anche il marchio Alì Immobiliare.

## Sponsorizzazioni
Dal 1991 sostiene la squadra di calcio dell'Abano Calcio. Inoltre, dal 2000 sostiene la Padova Marathon.